# شهرداری بابا حسن
شهرداری بابا حسن (به عربی: بلدية بابا حسن) یک شهرداری در الجزایر است که در استان الجزیره واقع شده‌است. شهرداری بابا حسن ۲۳٬۷۵۶ نفر جمعیت دارد.